# Allacanthos yawi
Allacanthos yawi is een krabbensoort uit de familie van de Pseudothelphusidae. De wetenschappelijke naam van de soort is voor het eerst geldig gepubliceerd in 2010 door Magalhaes, Lara & Wehrtmann.